# Бердниковский сельсовет
Бердниковский сельсовет — сельское поселение в Тонкинском районе Нижегородской области.
Административный центр — село Бердники.

## История
Статус и границы сельского поселения установлены Законом Нижегородской области от 15 июня 2004 года № 60-З «О наделении муниципальных образований — городов, рабочих посёлков и сельсоветов Нижегородской области статусом городского, сельского поселения».
Законом Нижегородской области от 3 июля 2009 года № 95-З сельские поселения Бердниковский сельсовет и Малоларионовский сельсовет объединены в сельское поселение Бердниковский сельсовет с административным центром в селе Бердники;

## Население
| 2002 | 2010  | 2012  | 2013 | 2014 | 2015 | 2016 |
| ---- | ----- | ----- | ---- | ---- | ---- | ---- |
| 1542 | ↘1061 | ↘1009 | ↘983 | ↘956 | ↘934 | ↘909 |
| 2017 | 2018  | 2019  | 2020 | 2021 |      |      |
| ↘895 | ↘859  | ↘839  | ↘811 | ↘786 |      |      |

## Состав сельского поселения
| №  | Населённый пункт     | Тип населённого пункта       | Население |
| -- | -------------------- | ---------------------------- | --------- |
| 1  | Алёшино              | починок                      | ↗3        |
| 2  | Бердники             | село, административный центр | ↘414      |
| 3  | Большое Аверино      | деревня                      | ↘22       |
| 4  | Большое Ларионово    | деревня                      | ↘151      |
| 5  | Вая                  | деревня                      | ↘152      |
| 6  | Виктория             | деревня                      | ↘0        |
| 7  | Волково              | деревня                      | →15       |
| 8  | Восточное Егоровское | деревня                      | ↘72       |
| 9  | Зайчики              | деревня                      | →0        |
| 10 | Ковернинское         | деревня                      | ↘0        |
| 11 | Красногор            | деревня                      | ↘0        |
| 12 | Кузьминка            | деревня                      | ↘23       |
| 13 | Малое Ларионово      | деревня                      | ↘67       |
| 14 | Малое Сидорово       | деревня                      | ↘30       |
| 15 | Мартяхино            | деревня                      | ↘65       |
| 16 | Отары                | деревня                      | ↘1        |
| 17 | Плотниково           | деревня                      | ↘9        |
| 18 | Простоквашино        | деревня                      | ↘17       |
| 19 | Пруды                | деревня                      | ↘7        |
| 20 | Фомин Ручей          | деревня                      | ↘0        |
| 21 | Худобабково          | деревня                      | ↗13       |